# MBT-70
MBT-70 (Main Battle Tank 70) (нім. KPz 70) (укр. Основний бойовий танк 70) — спільний американо-німецький проєкт зі створення перспективного основного бойового танка другого покоління для озброєння армій обох держав. Проєкт відносився до другої половини шістдесятих років двадцятого століття, основною метою проєкту було створення заміни танку M60, яка б змогла перевершити перспективний основний танк СРСР англ. Future Soviet Tank, FST, яким виявився Т-64. У MBT-70 втілили багато оригінальних для свого часу технічних рішень, таких як низький силует з розташування механіка-водія у башті, регульована гідропневматична підвіска, застосовано комбіновану броню, дистанційно керована станція допоміжного озброєння і (на американському варіанті) поєднана з пусковою установкою керованих протитанкових ракет 152-мм танкова гармата. Оскільки MBT-70 створювався як переважаюча система (англ. superior tank system), його комплекс озброєння розраховано на ураження всіх перспективних броньованих цілей із забезпеченням показників бронепробиття по гомогенній сталевій броні : 250 мм/60°/2000 м — при стрільбі бронебійними опереними підкаліберними снарядами (БОПС); та 600 мм/0° — при стрільбі ПТРК «Шілейла».
Хоч проєкт був відносно успішний, у вересні 1969 року Міністерство Оборони США переглянуло своє ставлення до цієї спільної програми, в основному через її високу вартість. В результаті, 20 січня 1970 року спільний проєкт закрили й розділили на дві незалежні національні програми, американську XM803 та німецьку Leopard II.

## Історія створення

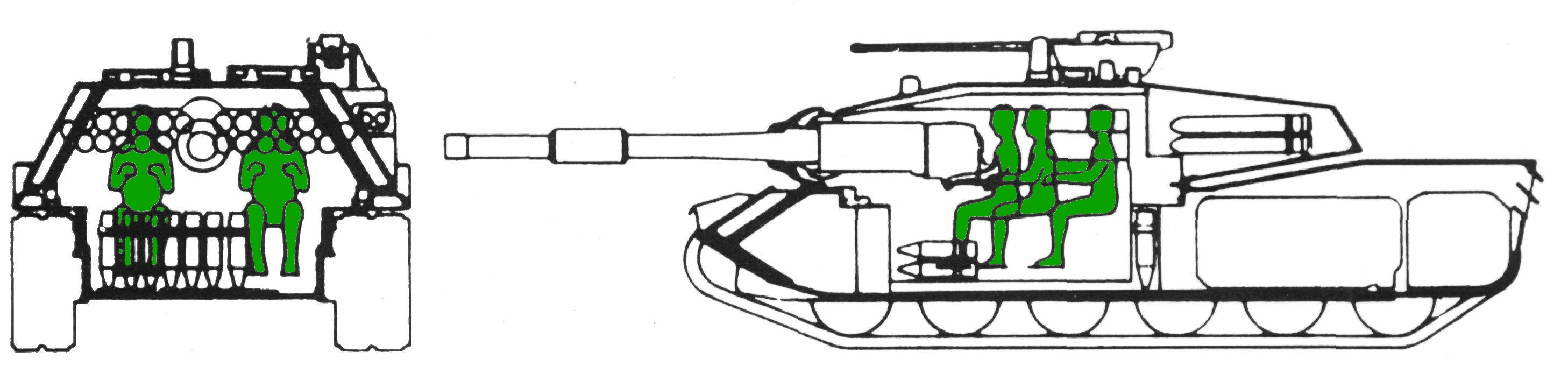
Принципова компоновка танка MBT-70 з рознесеною бронею у лобовій проєкції корпусу, лобових та бортових проєкцій башти та характерним низьким силуетом.

Початок робіт по проєкту MBT-70 пов'язано з завершенням у 1960 році американської програми розробки середнього танка T95. Танк T95 не взяли на озброєння, замість цього адаптували 105-мм гармату M68 на танк M48, танк з такою гарматою стандартизували як M60, який став основним бойовим танком американської армії. Розробка нового ОБТ почалася «з нуля».
У 1957 році в Америці почалася розробка легкого танка, який має на озброєнні великокаліберну 152-мм гладкоствольну гармату з низькою початковою швидкістю снаряда, яка б була пусковою установкою для протитанкових ракет «Шілейла». Розроблений за цією програмою танк назвали «Шеридан», а його комплекс керованого ракетного озброєння (ККРО) передбачалось також використати на новому ОБТ. Програма розробки нового ОБТ дістала робочу назву MBT(MR). У межах цієї програми початково розробили багато систем перспективного танка, таких як гідропневматична підвіска, поєднане бойове відділення ті відділення керування тощо.
У 1962 році між США та ФРН укладено угоду про спільну розробку основного бойового танка. Ця угода мала за мету створення загально для армій обох країн зразку до 1970 року, причому угода передбачала припинення самостійних розробок за даним напрямком. Вважалося, що об'єднання конструкторських, фінансових та виробничих ресурсів обох країн дасть можливість достатньо швидко і відносно дешево створити ОБТ, який втілював би усі найбільш передові розробки у цій області. Крім того, у перспективі це спрощувала питання обслуговування, навчання і постачання. Однією з суттєвих причин цієї угоди була поява у СССР нового ОБТ Т-64, який перевищував за своїми характеристиками сучасні танки країн НАТО.

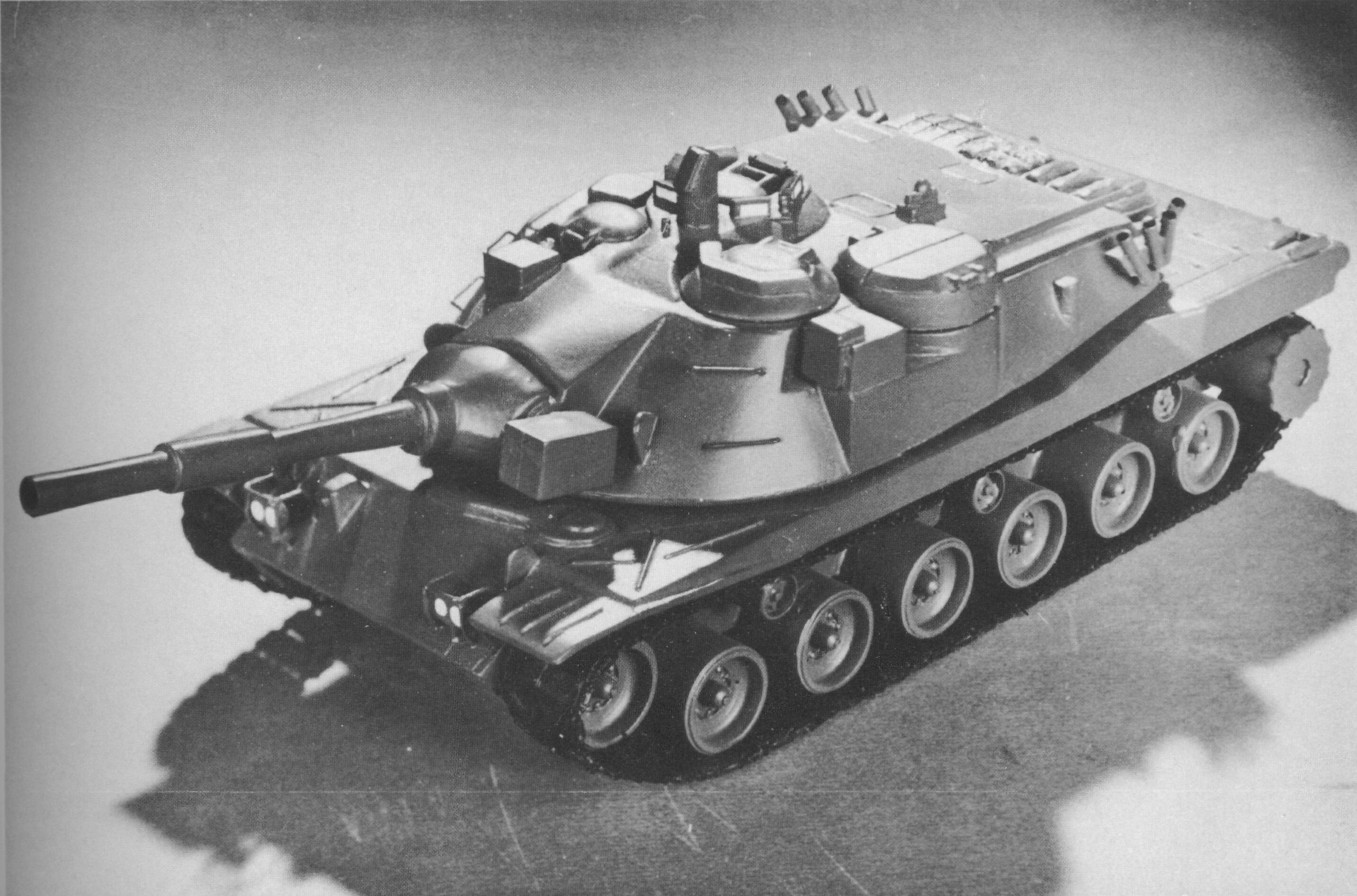
Остаточний варіант проєкту MBT-70.

Для забезпечення контролю за ходом робіт створили Об'єднане конструкторське управляння (Joint Engeneering Agency, JEA), до якого увійшли представники обох країн. У це управління входила спільна група розробки (Joint design Team, JDT), в якій об'єднали конструкторські команди основних виконавців проєкту, фірм Allison (відділення General Motors Corporation) з американського боку, та German Development Corporation з німецького. Крім того, у проєкті брала участь фірма Lockheed Martin. Участь сторін була рівноправна. Тактико-технічні вимоги до нового танка сформували обидві сторони на початку 1964 року.

### Американський та німецький варіанти

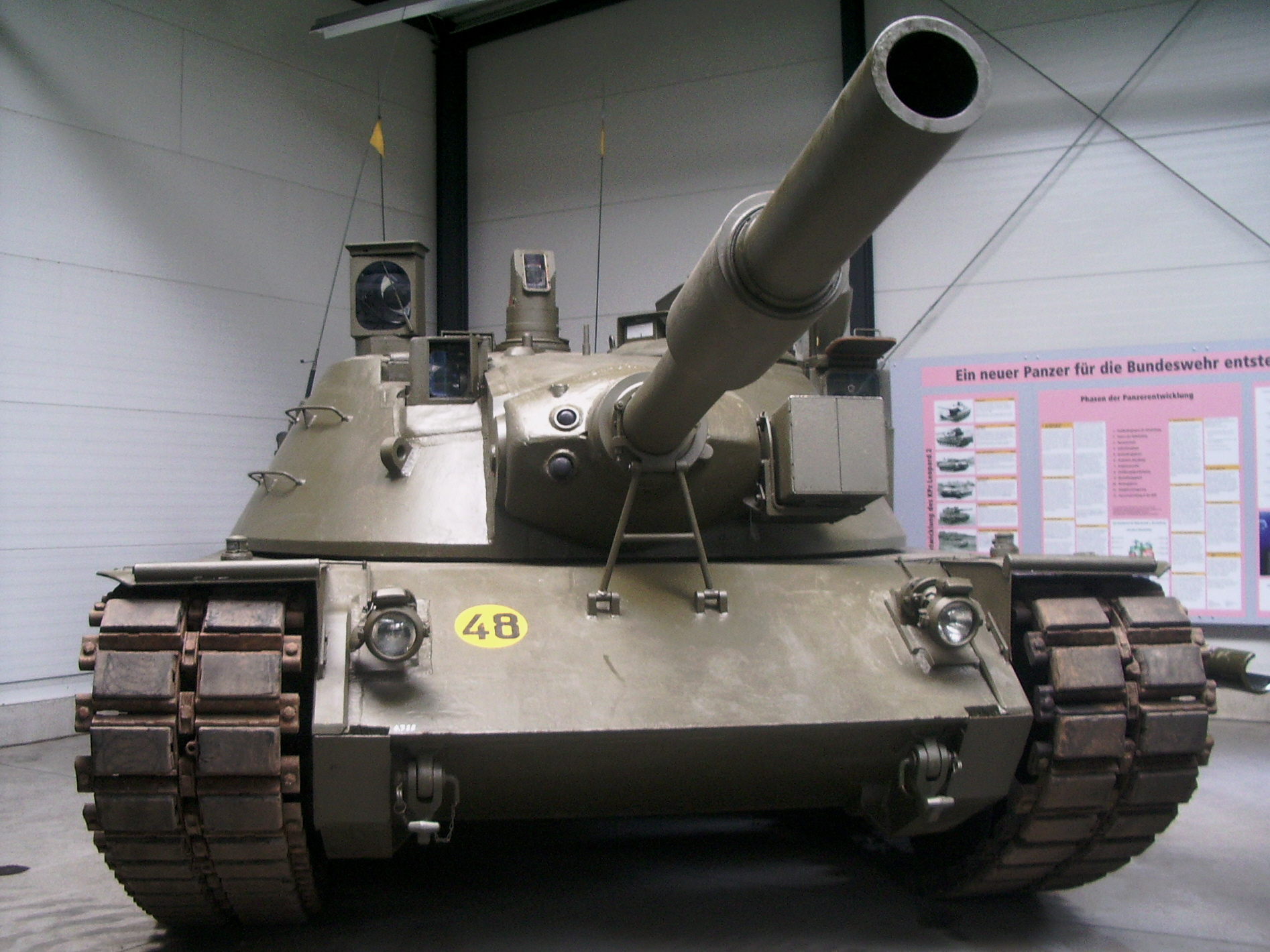
KPz 70 зі 120-мм гладкоствольною гарматою в танковому музеї м. Кобленц. Бойова вага танка 50,6 т.

З самого початку робіт виявилася різниця між вимогами німецької та американської сторін. Американці були схильні дотримуватися первинних вимог і наполягали на озброєнні MBT-70 пусковою установкою ракет «Шілейла». Німці займали більш консервативну позицію, бажаючи бачити на озброєнні танка звичайну гладкоствольну гармату з високою початковою швидкістю снаряда. Крім того, німецька сторона у першу чергу орієнтувалася на умови Західної Європи, що наклало відбиток на їх вимоги до перспективного танка, наприклад, німці мали суворіші вагові обмеження. У результаті досягли певного компромісу:
- Американський варіант MBT-70 мав бути озброєний 152-мм гарматою XM150, могла вести вогонь ПТРК «Шілейла».
- Німецький варіант KPz 70 мав бути озброєний 120-мм гладкоствольною гарматою.

Вважалось, що основним озброєнням нового танка стане XM150, але деяка кількість танків німецького виробництва отримає 120-мм гармату, за бажанням німецької сторони.
Внаслідок компромісу кожна сторона виготовляла й готувала власний прототип, який сконструйовано з урахуванням національних вимог. Підсумковий варіант обирали на основі порівняльних випробувань, він мав включати в себе риси як одного, так і другого прототипів.

### Перебіг розробки

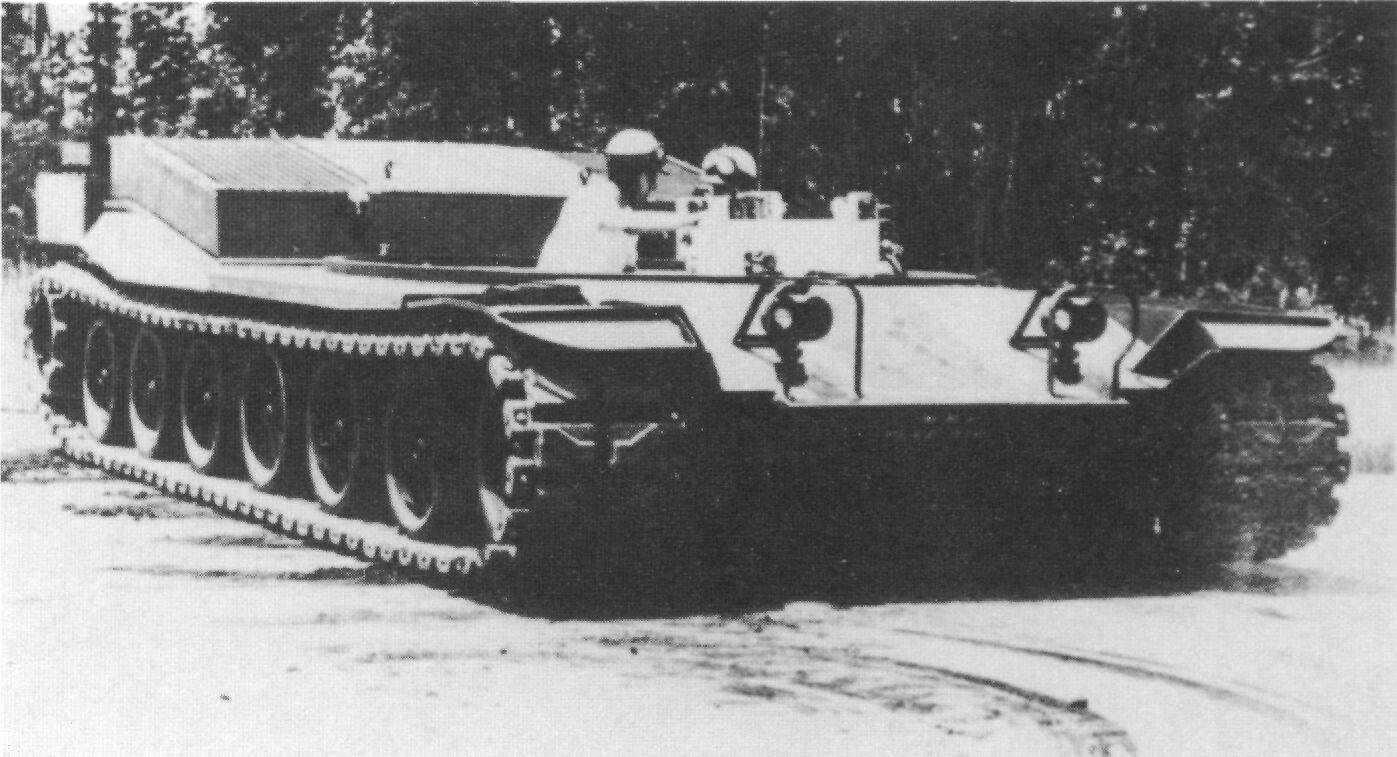
Ходова частина MBT-70 під час випробувань.

Вироблення умов до нового танка затягнулося до 1966 року, що не в останню чергу зумовлено труднощами в забезпеченні спільної роботи двох рівноправних команд розробників. Крім того, що роботи велися одночасно у Детройті та Аугсбурзі, існувало також безліч інших перешкод, таких як мовний бар'єр, різниця в інженерній практиці американців і німців, різні системи вимірювання (німці використовували метричну, а американці англійську), різниця у вимогах військових відомств тощо. В результаті основні протиріччя вдалося подолати, домовившись, що кожна група працюватиме над своїм варіантом, використовуючи звичні методики розробки, систему вимірювання й мову документації, при цьому всі системи двох варіантів мали взаємозамінні, а описи проміжних вузлів і з'єднань мали використовувати метричну систему й англійську мову.
Після того, як основну документацію розробили, у США та у ФРН почалася розробка перших дослідних зразків MBT-70, а в 1967 році почалися їх випробування.

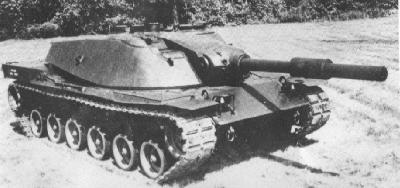
Перший американський прототип MBT-70. Можна побачити відсутність обладнання системи керування вогнем.

На американському дослідному зразку були встановлені переважно американські системи, на німецькому — німецькі. Такими різними системами були, в першу чергу:
- Основні гармати
- Автомати заряджання
- Двигуни
- Гідропневматичні підвіски

Існували незначні відмінності у проєктній документації корпусів і башт танків. Багато встановлених систем було однаковими.
Перші дослідні зразки призначалися для ходових випробувань, були виконані зі звичайної конструкційної сталі, і не мали приладів і систем, які б відповідали за керування вогнем. У 1969 році на випробування надійшли повністю укомплектовані дослідні зразки, з комплектами системи керування вогнем. Загалом було створено 14 дослідних зразків, по 7 з кожного боку проєкту.

### Завершення програми
Розробка MBT-70 супроводжувалася численними проблемами технічного складу, виникали проблеми з доводкою як американської, так і німецької версії автомата заряджання. Крім того, у американці виявилася не достатня потужність двигуна (пізніше вона була збільшена), а також з недостатньою продуктивністю системи розвороту башти. У німців були проблеми з доводкою власної системи керування вогнем. Але найбільшою стала проблема перевищення на 4 тони встановленого ліміту ваги. Німецька сторона, обмежена вимогами існуючої логістики, потребувала внесення змін у конструкцію, які були спрямовані на зниження ваги танка, американці не були схильні піти назустріч цим вимогам.
У вересні 1969 року Секретаріат МО США провів повний аналіз програми MBT-70. Аналіз виявив, що початковий бюджет програми перевищили в 5 разів і що по закінченні розробки й початку серійного виробництва додаткові затрати становитимуть 544 мільйони доларів, що давало кінцеву вартість одного танка в 1,2 млн доларів. Це виявилося неприйнятним для німецької сторони, і ФРН заявила про свій вихід з проєкту. Американці також порахували, що подальші роботи по MBT-70 недоцільні, і 20 січня 1970 року проєкт закрили. Проте роботи за цією темою в США вели далі, у межах розробки спрощеної версії XM803. У ФРН, тим часом, роботу по новому танку Leopard II.

## Опис конструкції

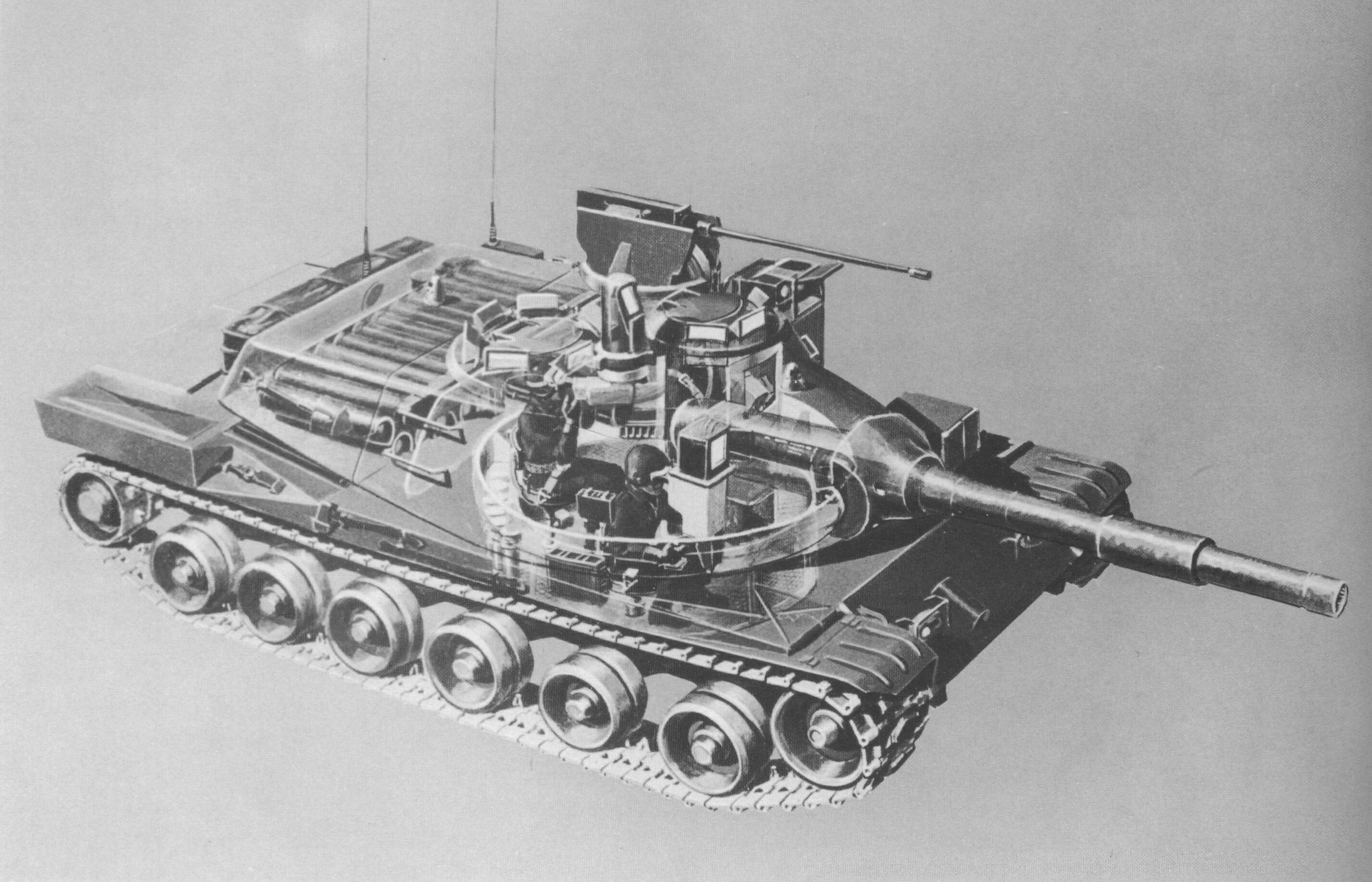
Компонування танку MBT-70.

MBT-70 мав незвичайну компоновку. У передньому відділенні танку розміщувався паливний бак, відділення від бойового відділення герметичною бронеперегородкою. Весь екіпаж розташовувався у башті танку, причому водій розміщувався у окремій капсулі, яка оберталася. Моторно-трансмісійне відділення розташовувалося позаду і мало збільшену висоту та довжину. Танк не мав окремого відділення керування. Через збільшення кормової частини, у якій було розміщено механізм заряджання, башта відрізнялась більшою довжиною. Кріплення гармати було висунуто вперед, цапфи винесено за межі заброньованого простору і розміщено в спеціальних щоках.

### Корпус і башта танка
Броньовий захист танка — протиснарядний. Корпус — зварний з вальцованих листів, для збільшення об'єму і розміщення погонного пристрою більшого діаметра він мав надгусенічні ніші. Кути нахилу лобових листів становили 60°. Башта плескатої форми з великим кутом нахилу бортів також була зварною. ВЛД була зібрана з внутрішньої литої деталі і зовнішнього броньового листа з вальцованої броні. В цілому по машині, по рознесеній схемі бронювання виконані: верхня лобова деталь бронекорпусу, лобова частина башти, її борти, а також бокові стінки ніші.
Характеристики бронювання МВТ-70 і через 40 років після завершення проєкту, залишаються закритими. Загально відомо, що бронювання МВТ-70 було розраховано на забезпечення захисту від сучасних бронебійних кумулятивних та бронебійних підкаліберних снарядів танкових гармат у діапазоні значень курсових кутів обстрілу ±30° на дальності 500…1000 м. І для захисту лобової проєкції башти танка використовувалася двоперепонна система броні зі сталі підвищеної противоснарядної стійкості. Також відомо, що на жодному з 14 дослідних зразків МВТ-70 проєктний бронезахист не встановлювався і у складі об'єкту не випробувався.
За даними, які публікувалися в минулі десятиліття в різних виданнях, бронювання танка МВТ-70 було рознесеним. Відомо, однак, що рознесене бронювання є ефективним від оперених підкаліберних снарядів (БОПС) з довгими корпусами у результаті дії на них згинальних моментів, викликаних асиметрією опору їх впровадження. Разом з тим, з урахуванням приоритету захисту МВТ-70 від кумулятивних засобів ураження (кумулятивних снарядів та ПТРК), бронепробивна властивість останніх у той період становила 400…450 мм сталі, а на перспективних зразках, типу ПТРК «Шілейла» досягала 600 мм, саме лише рознесення перешкод зі сталі не дає необхідного ефекту по комплексному захисту від БОПС і кумулятивних снарядів. І одним з рішень є наявність наповнювача з більш високою, ніж у повітря, здатністю гасіння струменю.
За даними роботи М. В. Павлова, що спирається на досліди та архіви ВНДІтрансмаша, бронекорпус МВТ-70 виконано з комбінованої броні (сталь + алюміній + склопластик), див. схему броньового захисту.
Лише у останні роки заявилось на сайті, який пов'язаний з артилерійським музеєм сухопутних військ США (Абердин) коротка згадка про планування для передсерійних зразків МВТ-70 рознесеного бронезахисту, у якому зовнішнім (лицевим) шаром є комбінована перешкода «сталь + вольфрамовий сплав + сталь» — очевидно, прообраз важкої «уранової броні», яка була розроблена у 1988 році на танку M1A1HA.
Проєктний рівень захисту лобової проєкції МВТ-70 від кумулятивних боєприпасів був порядку 400 мм сталі (можливо лоб башти). При тому, що бронепробивна здатність кумулятивного снаряда «3БК4» 115-мм гармати У-5ТС «Молот» становила 440 мм/0° на будь-якій дальності, а опереного підкаліберного снаряда зі сталевим корпусом «3БМ3» — 300 мм/0°/1000 м.
Верхній та нижній лобові листи встановлювалися під нахилом, борти та корма корпусу, мали вертикальне бронювання. Задня частина корпусу, у місті розташування МТВ мала більшу висоту ніж передня.

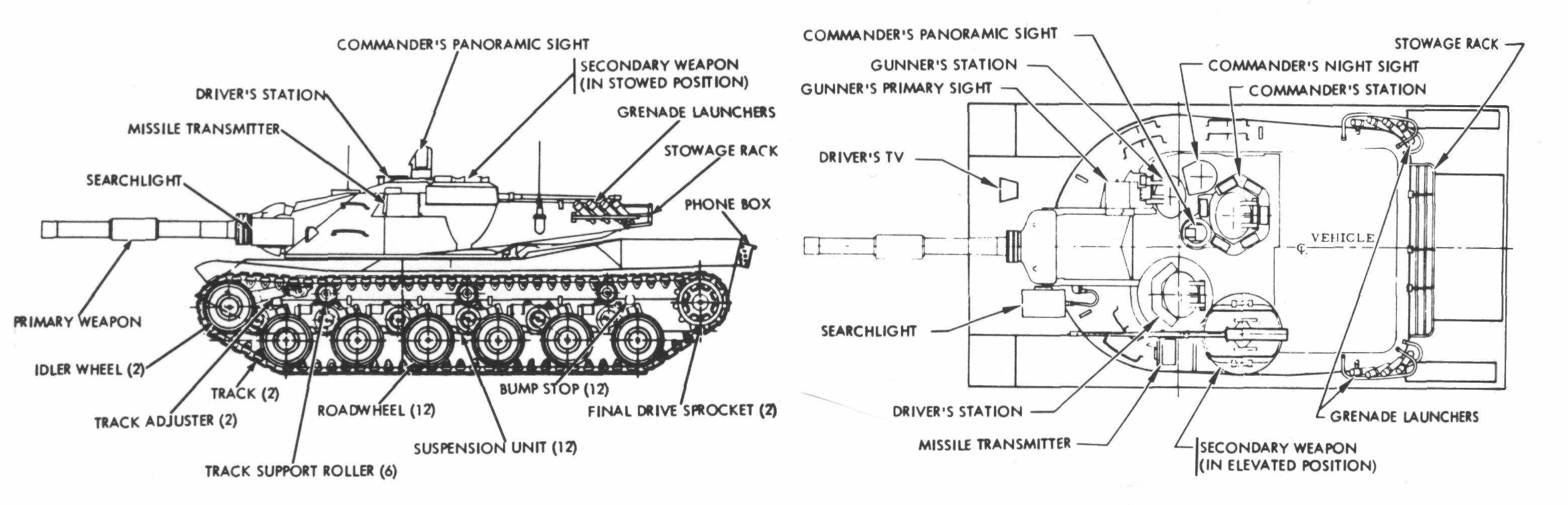
Схема розташування зовнішніх елементів MBT-70.

Башта танка мала вигляд звареної конструкції з литої внутрішньої деталі, додаткового разнесеного бронювання з вальцованої гомогенної броні в передній частині башти з наповнювачем, і розвиненою зварений ніші. Передня частина башти має форму зрізаного конуса, ніша мала трапецієподібну форму. Оскільки в башті розміщувався весь екіпаж, вона мала відносно великі розміри.
Башта мала циліндричний кошик, який фактично був бойовим відділенням танку. За межами кошику башти, у танку не було жилих відділень. У дні кошику по центру був евакуаційний люк, який збігався з евакуаційним люком у днищі корпусу.
На даху башти з правої сторони розміщувався люк навідника, командирська башточка, круглий виріз для верхньої частини капсули водія, а також порти для панорамного та нічного прицілів. Крім того, з лівого боку башти за капсулою водія був циліндричний наплив, у якому знаходилася станція дистанційно-керованого допоміжного озброєння. Верхня частина ніші башти мала вигляд двостулкової вишибної панелі.

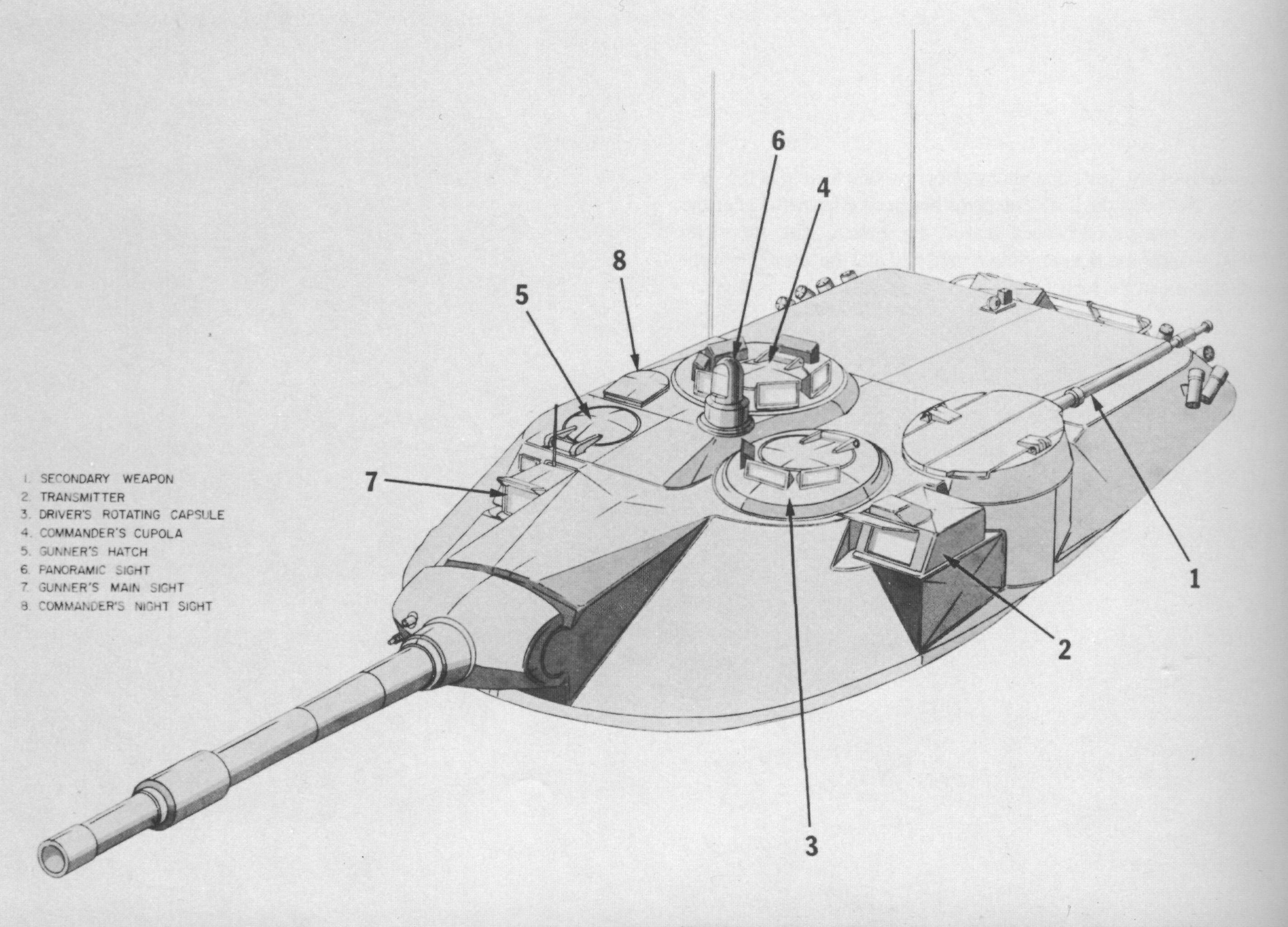
Башта танка MBT-70.

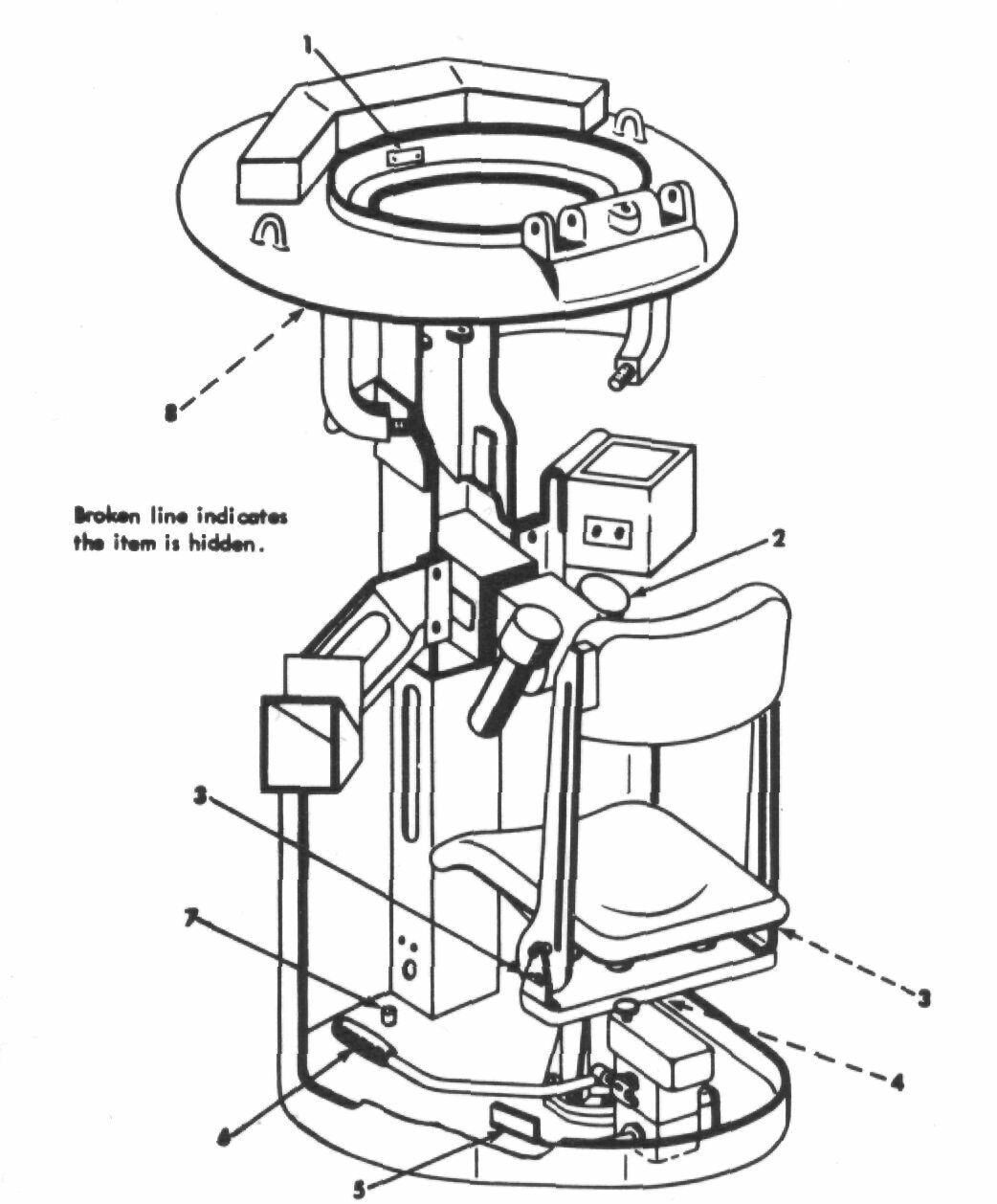
Капсула водія.

Усередині башти знаходилася вертикальна циліндрична капсула для водія, яка закінчувалася у верхній частині куполом огляду з двостулковим люком. Капсула була встановлена на даху башти підвішеною на вальницях, гідравлічний привід капсули забезпечував її контр-обертання відносно башти танку таким чином, щоб капсула весь час була орієнтована вздовж поздовжньої осі танку, або з відхиленням у 50 градусів у той, чи інший бік. Позиція з відхиленням використовувалася для того, щоб водій міг використовувати для водіння боковий перископ куполу, у разі пошкодження переднього. Крім того, капсула мала фіксоване положення, повернуте на 180 градусів відносно поздовжньої осі башти, таке положення використовувалося тоді, коли башта була повернута по-похідному. Внутрішня частина капсули могла гідравлічно регулюватися за висотою, для того, щоб забезпечити керування при відкритому люку водія.

### Озброєння
Озброєння MBT-70 складалося з основної гармати XM150, Комплексу Керованого Ракетного Озброєння (ККРО) «Шілейла» і набору додаткового дистанційно-керованого озброєння.

#### XM150

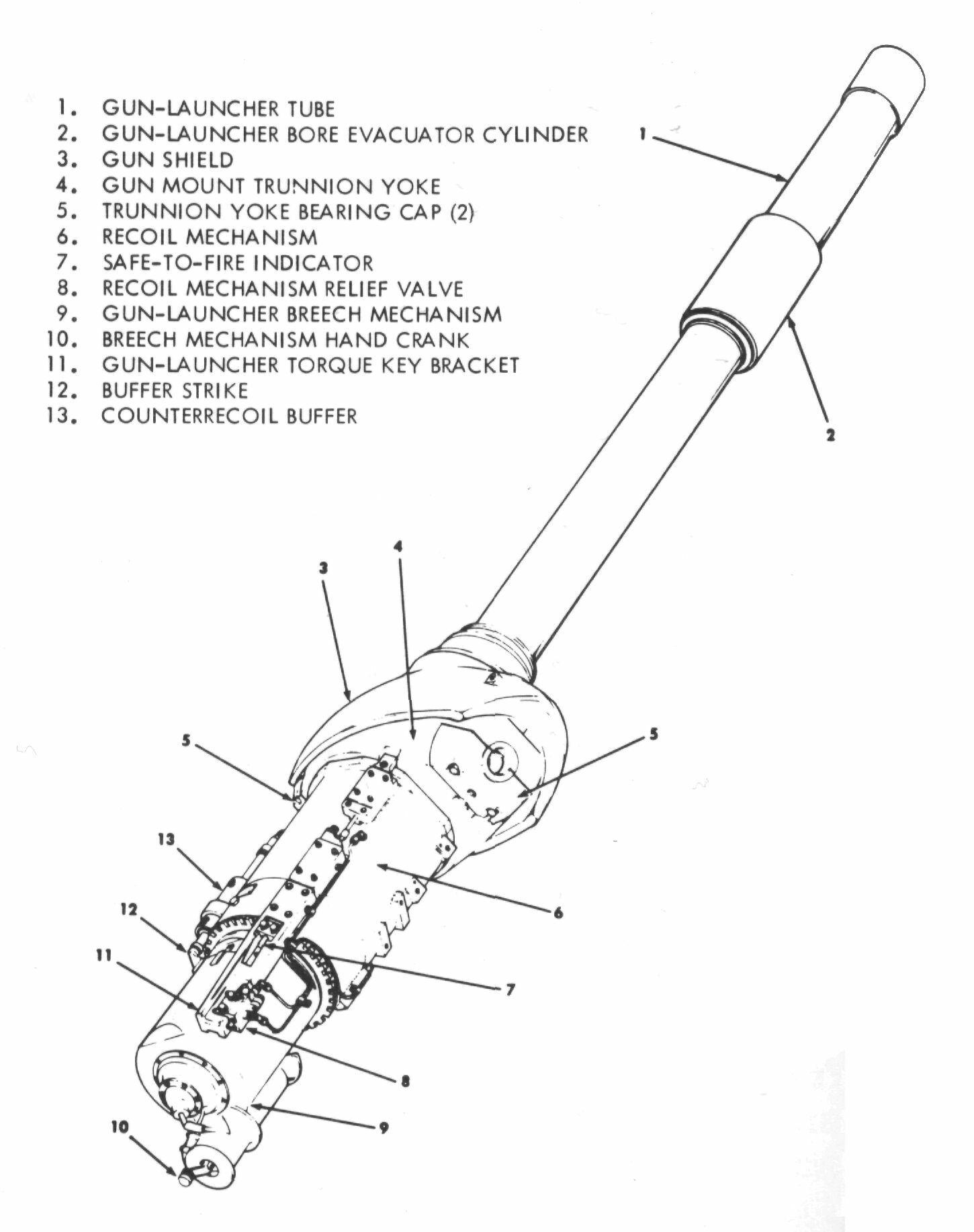
Гармата-пускова установка XM150E5.

Як основне озброєння на MBT-70 використовувалася нарізна 152-мм танкова гармата XM150E5, яка була одночасно і пусковою установкою для ККРО «Шілейла». Передбачалося, що така відносно коротка гармата великого калібру має переваги у могутності осколково-фугасних і кумулятивних снарядів, а мала початкова швидкість компенсується тим, що на більших дистанціях для боротьби з бронетехнікою супротивника замість снарядів буде використовуватися ПТРК.
XM150E5 була подовженою до 30 калібрів модифікацією гармати, що використовувалася на легкому танку M551 «Шерідан», а також на танку M60A2.
XM150E5 нарізна гармата, калібру 152 мм, довжина ствола 30,5 калібру, крок правих нарізів 43,5. Для забезпечення правильного положення ракети у нижній частині ствола по всій довжині була поздовжня проточка, в яку входив спеціальний виступ на ракеті. Затвор поршневий, напівавтоматичний, з електричним приводом. Гармата мала систему екстракції порохових газів після пострілу, запозичену з танку «Шерідан», пізніше її замінили на систему примусового продування ствола стисненим повітрям.
Гармата стабілізована у двох площинах.

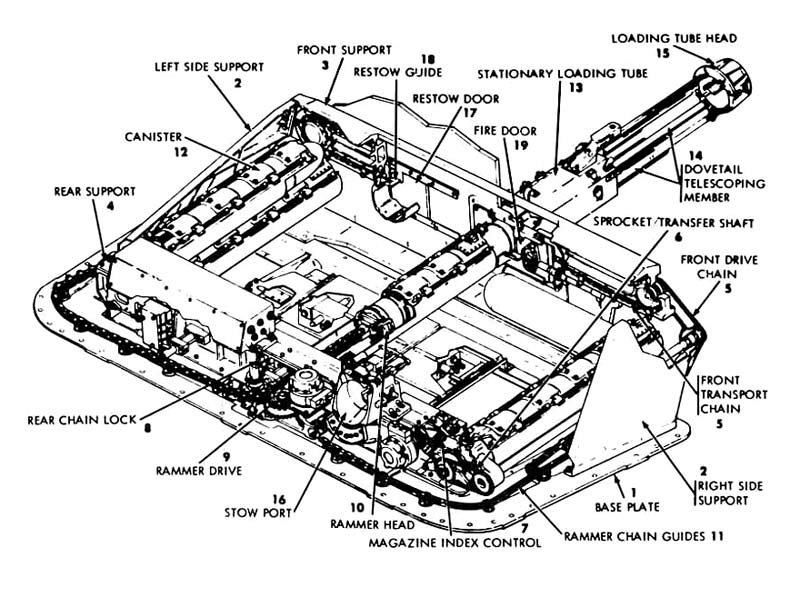
Схема автомата заряджання MBT-70.

У ніші башти знаходився автомат заряджання. Спочатку передбачалося оснастити усі танки німецьким автоматом фірми Rheinmetall, але через проблему з доводкою останнього пізніші американські прототипи оснащувалися американським автоматом фірми General Motors, автомати заряджання мали незначні відмінності. Магазин АЗ конвеєрного типу, на 26 пострілів, доступ до АЗ і заряджання проводилися через люк, який був розташовано на нижній частині ніші башти (для забезпечення доступу башта розгорталася на 90 градусів). Крім того, магазин АЗ можна було поповнювати через люк у бронеперегородці між нішею та бойовим відділенням танк, а також ззовні, через люк у задній частині ніші башти. Механізм досилання мав привід, розміщений всередині стаціонарної труби досилача, який мав телескопічний трубчастий подовжувач.
Заряджання відбувалося наступним чином:
- Конвеєрний магазин здійснював вибір і подачу потрібного типу боєприпасу
- Гармата від'єднувалася від системи стабілізації, і приводилася у нейтральне положення
- Електропривід відкривав затвор, і постріл подавався у гармату через висунутий подовжувач досилача АЗ
- Затвор закривав електроприводом, і гармата приводилася у похідне положення, з'єднуючись з системою стабілізації

Через те, що у XM150 використовувалися унітарні постріли з гільзою, яка повністю згоряла, екстрактувати гільзи не було потреби. Заявлена швидкострільність становила близько 10 пострілів за хвилину при використанні звичайних боєприпасів. Можливо також було ручне заряджання, у такому разі швидкість стрільби становила 4 постріли за хвилину.
Крім магазина АЗ, боєприпаси розташовувалися у декількох додаткових вертикальних боєукладках. Одна з них на 8 пострілів розташовувалася у ніші корпусу між бойовим та моторно-трансмісійним відділеннями, для доступу до цієї боєукладки використовувався спеціальний люк у кошику башти в районі розташування водія. Крім того, 12 пострілів розташовувалися попереду і позаду капсули водія всередині баштового кошику. Загальний боєкомплект становив 46 пострілів п'яти різних типів.

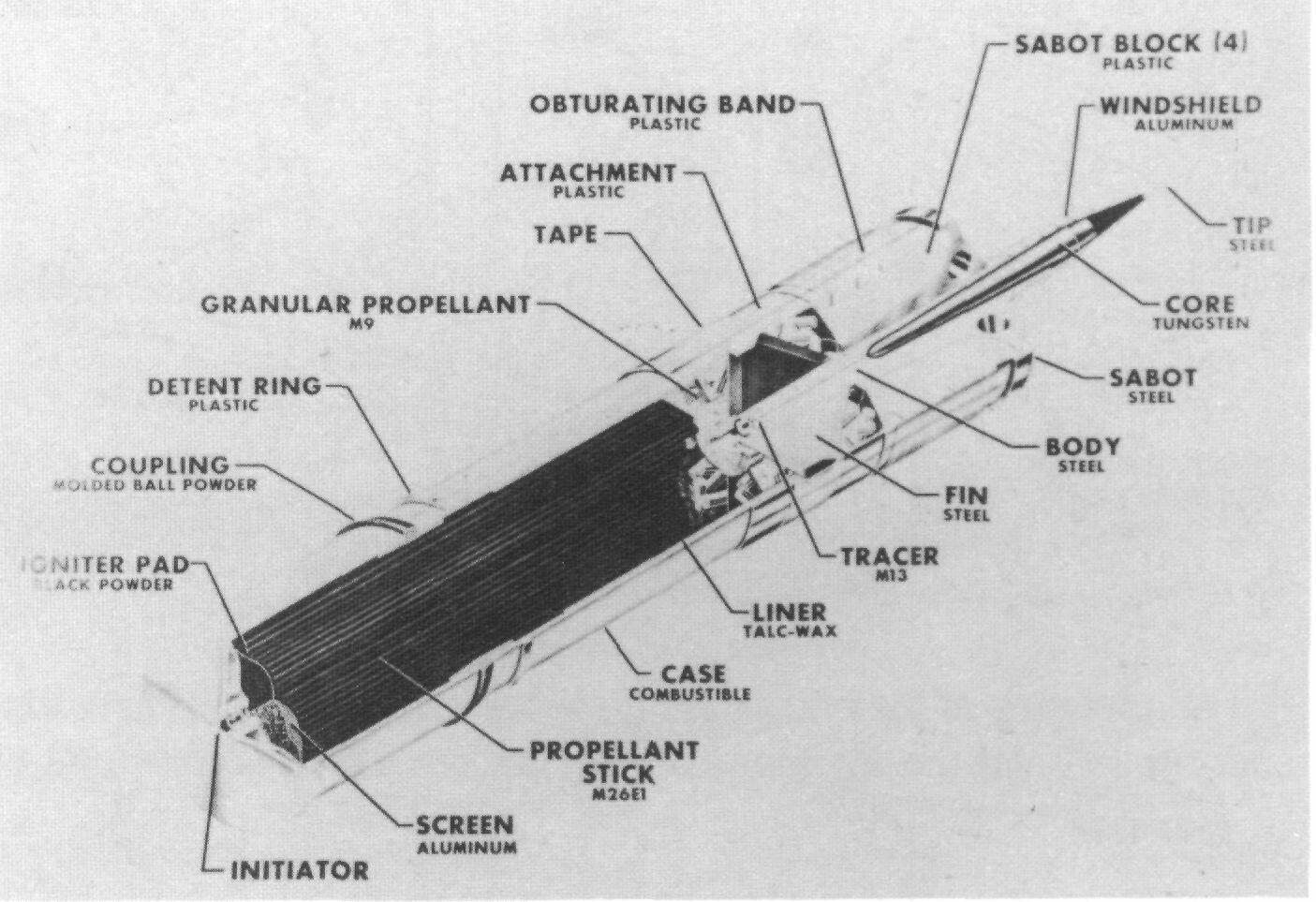
Постріл XM578E1 зі снарядом типу БОПС.

Боєкомплект гармати XM150E5 включав так ж типи пострілів, що і боєкомплект гармати танку «Шерідан», крім того, з урахуванням збільшеної довжини ствола для нього арсеналом Пікатінні було розроблено постріл типу БОПС (англ. APFSDS) з гільзою, яка згорає, індекс пострілу ХМ578Е1. Польотна частина (бронебійний стрижень) останнього виконана з нового, для другої половини 1960-х років, вольфрамового сплаву, який містить 97,5 % вольфраму, масова щільність сплаву становила 18,5 г/см3. Піддон чотирьох секційний з пластмаси. Оперення польотної частини — сталеве. Бронебійність пострілу ХМ578Е1 становила 220…250 мм сталевої броні на дальності 2000 м при куті зустрічі 60°. Після закриття проєкту напрацювання арсеналу Пікатінні по пострілу ХМ578 з опереним підкаліберним снарядом були використані при створенні 105-мм пострілів ХМ735 та ХМ774 для танку ХМ-1, прийнятих на постачання.
| Номенклатура боєприпасів 152-мм танкової гармати XM150E5       |            |                   |                  |                          |                       |
| Тип                                                            | Позначення | Вага пострілу, кг | Вага снаряда, кг | Початкова швидкість, м/с | Дальність таблична, м |
| Протитанкова керована ракета з кумулятивною бойовою частиною   | MGM-51C    | 28                | 28               | -                        | 3000                  |
| Бронебійний оперений підкаліберний трасуючий, APFSDS-T         | ХМ578Е1    | 18,2              | 9,1              | 1478                     | -                     |
| Кумулятивно-трасуючий, HEAT-T                                  | М409А1     | 22,6              | 19,5             | 754                      | -                     |
| Протипіхотний з готовими стрілоподібними вражаючими елементами | ХМ617      | -                 | -                | -                        | -                     |
| Картеч                                                         | М625А1     | 21,8              | 19               | 754                      | -                     |

#### ККРО «Шілейла»

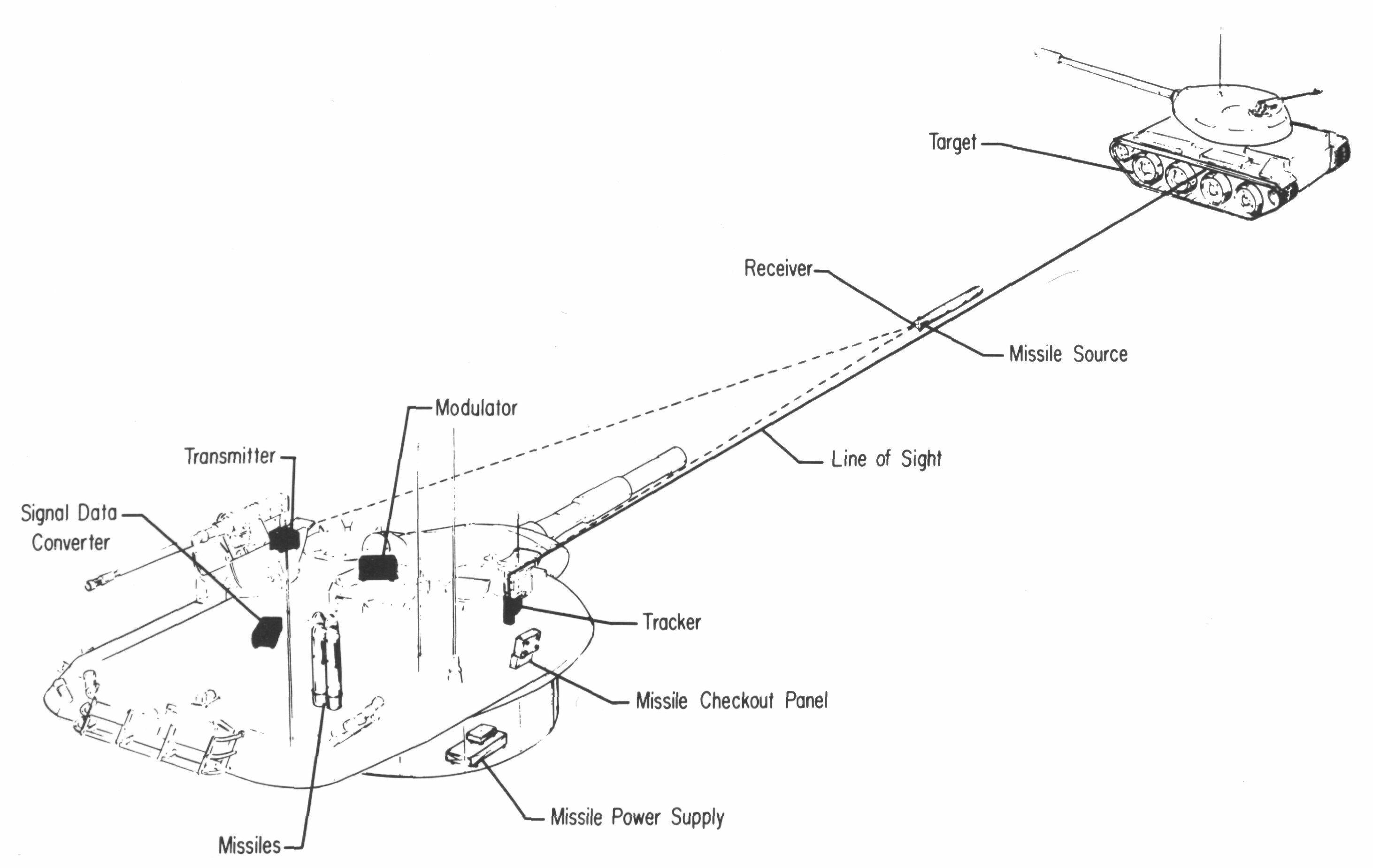
Схема ККРО «Шіллейла».

Комплекс Керованого Ракетного Озброєння «Шілейла» (англ. Shillelagh) є основним протитанковим озброєнням MBT-70, та призначений для ураження бронетехніки противника на дистанціях до 3000 метрів (MGM-51B/C). Бронепробиття по сталевій вальцованій гомогенній броні середньої твердості (за американськими даними, занижені): 400 мм/0° або не гірші 150 мм/60°. За даними ВНДІ -100 — 600 мм/0°.
До складу ККРО входили:
- Керована протитанкова ракета MGM-51C з кумулятивною БЧ.
- Прилад наведення з ІЧ приймачем, вбудованим у приціл навідника.
- Блок формування команд.
- Модулятор.
- ІЧ передавач.
- Блок живлення.
- Панель перевірки та керування.

ПТРК MGM-51C мала наступну конструкцію: у передній частині ракети розміщувалася кумулятивна БЧ вагою 6,8 кг, закрита головним пластиковим обтічником. За нею розташовувався блок керування, після нього — газовий генератор, який живив газові рулі ракети, а також маршевий двигун. Хвостова частина ракети, окрім сопла маршевого двигуна, мала ІЧ випромінювач та ІЧ приймач. Ракета стабілізувалася у польоті стабілізаторами, які знаходилися у задній частині.

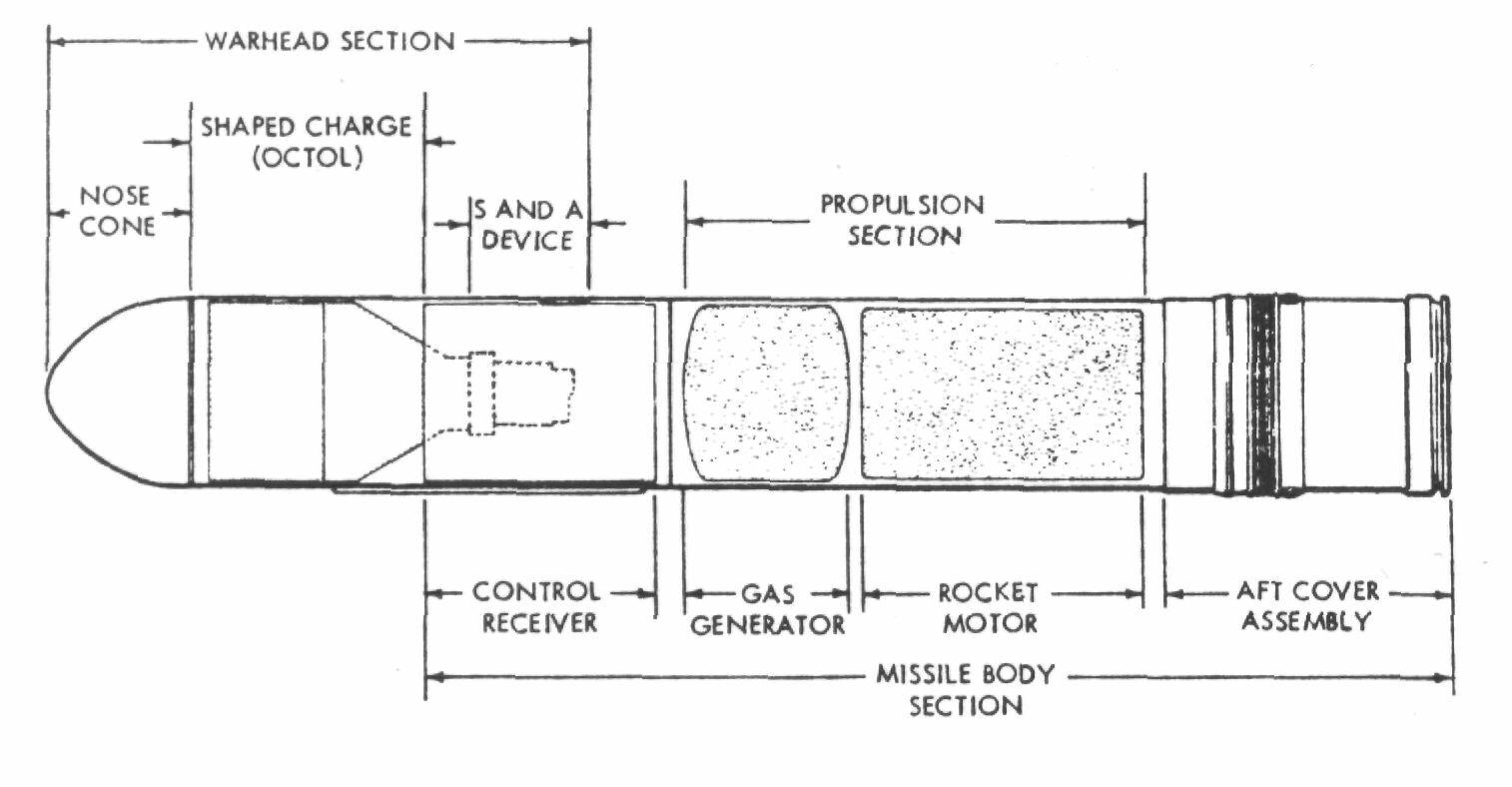
Компонування ракети MGM-51C.

Керована ракета вистрілювалася з гармати XM150 за допомогою спеціального заряду з гільзою, яка згорає. Подача і заряджання ракети відбувалося, як подача інших пострілів, за допомогою АЗ.
Після пострілу навідник утримував прицільну марку на цілі протягом усього часу польоту ракети. Встановлений у приціл навідника ІЧ приймач отримував сигнал від встановлено у хвостовій частині ракети ІЧ випромінювача, за допомогою чого вираховувалося відхилення від лінії наведення. На основі цього відхилення, а також даних про дальність до цілі, даних про кутове переміщення цілі та інших даних, формувались корегувальні команди. Команди перетворювалися у модуляторі і надходили на ІЧ передавач, змонтований на передній стінці башти зліва від маски гармати. ІЧ передавач транслював команди на ІЧ приймач ракети, де вони перетворювалися у керуючи сигнали для газових рулів.

#### Допоміжна зброя

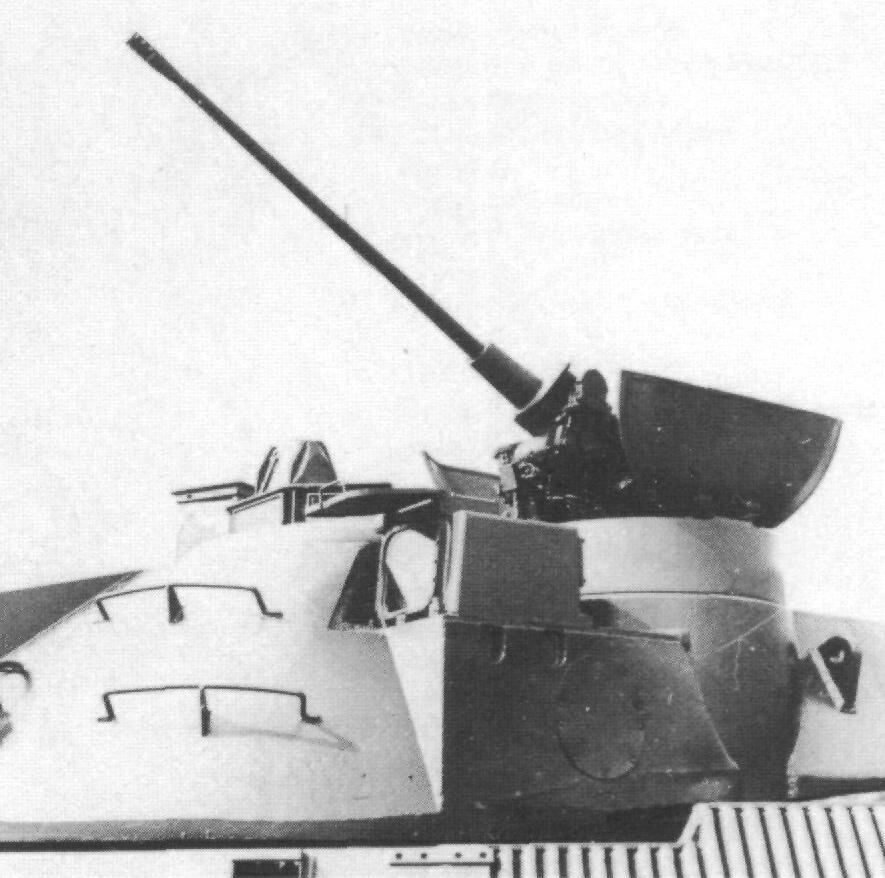
20-мм автоматична гармата.

Додаткове озброєння MBT-70 складалося з:
- 20-мм автоматичної гармати Rheinmetall RH202 з дистанційним керуванням.
- 7,62-мм кулемета M73, спареного з основною гарматою.
- 8 димових гранатометів XM176, встановлених на башті.

Гармата RH 202 встановлювалася в турельній установці кругового обстрілу, яка встановлена в спеціальній капсулі в лівій задній частині башти. У похідному положенні установка перебувала всередині башти, під двостулковим люком, ствол гармати при цьому розвертався в сторону задньої частини башти. При веденні вогню установка висувалась.

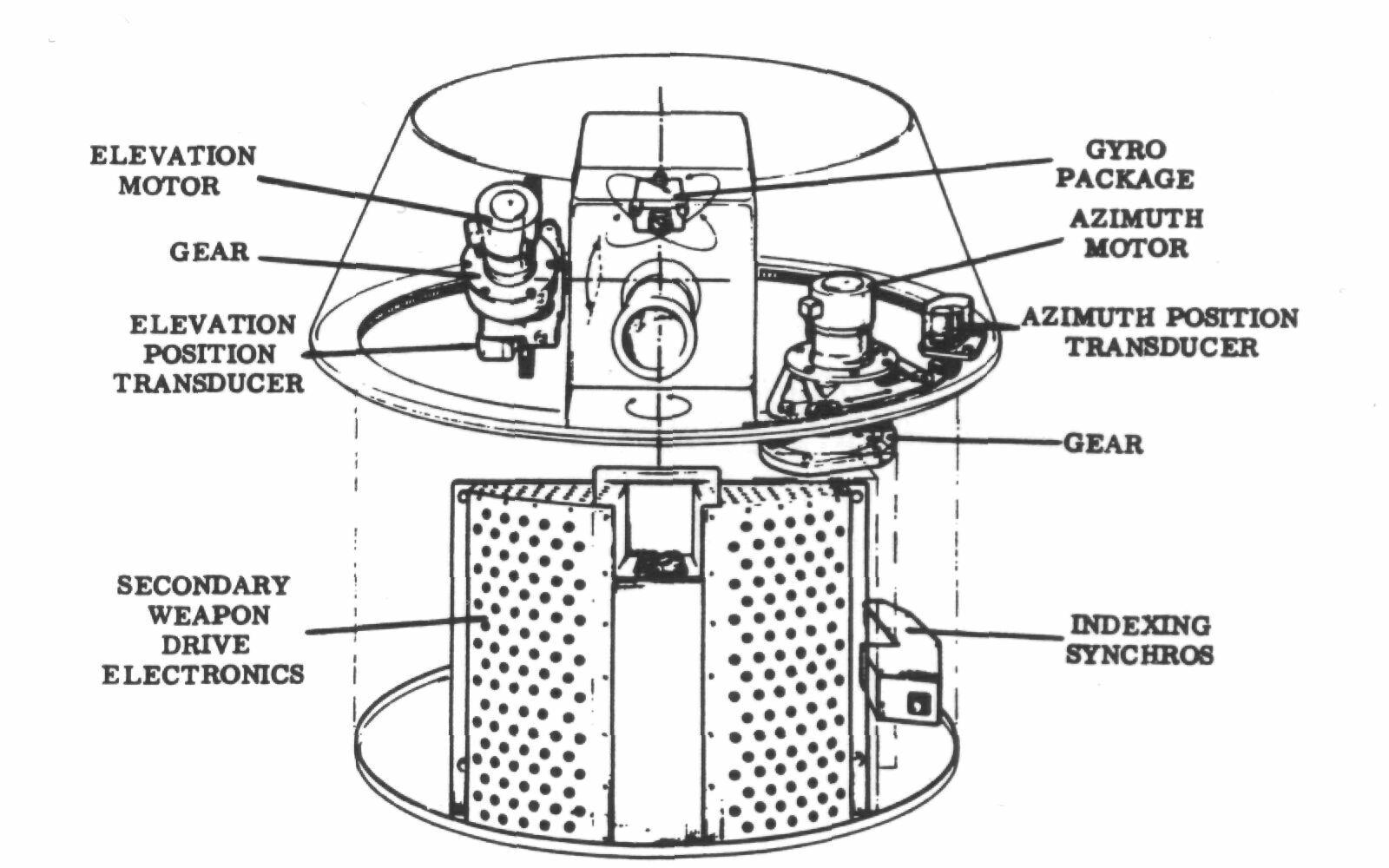
Схема турельної установки автоматичної 20-мм гармати.

Автоматична гармата мала двохстрічкове живлення, в одній стрічці перебували бронебійні, в інший розривні снаряди. Короба стрічок знаходилися у кошику установки. Боєзапас становив 750 пострілів обох типів. Турельна установка мала круговий обстріл, кути вертикального наведення від −10 до +65 градусів. Вогонь з автоматичної гармати могли вести командир та навідник. Гармата стабілізувалася у двох площинах.
Спарений кулемет M73 було встановлено праворуч від танкової гармати, живлення у нього було стрічковим, короба зі стрічкою на 3000 патронів були змонтовані на передній стінці кошику башти. Додаткові стрічки у коробах, зберігалися на днищі танку. Кулемет мав електричний спуск, систему збору стріляних гільз, а також систему продування для видалення порохових газів. Вогонь з кулемета могли вести навідник та командир.
На бокових стінках ніші башти були змонтовані димові гранатомети XM176, по чотири з кожного боку.

### Двигун і трансмісія
На американських варіантах танка встановлювалися дизельні двигуни Continental AVCR-1100. Двигун AVCR-1100 мав повітряне охолодження, ступінь стиснення двигуна могла змінюватися в діапазоні від 1:22 під час запуску до 1:10 при повному навантаженні. Двигун видавав 1475 к.с. при 2800 об. хв.
Існувало дві версії AVCR-1100-2 і AVCR-1100-3, що відрізняються один від одного робочим об'ємом і трохи видозміненою конструкцією системи повітряного охолодження циліндрів. AVCR-1100-2 мав об'єм 18 353 см² при діаметрі циліндра 12,38 см, в AVCR-1100-3 об'єм був збільшений до 22 286 см² збільшенням діаметра циліндра до 13,65 см.
Німецькі версії оснащувалися дизельними двигунами водяного охолодження виробництва компанії Daimler-Benz, потужністю близько 1500 к.с.

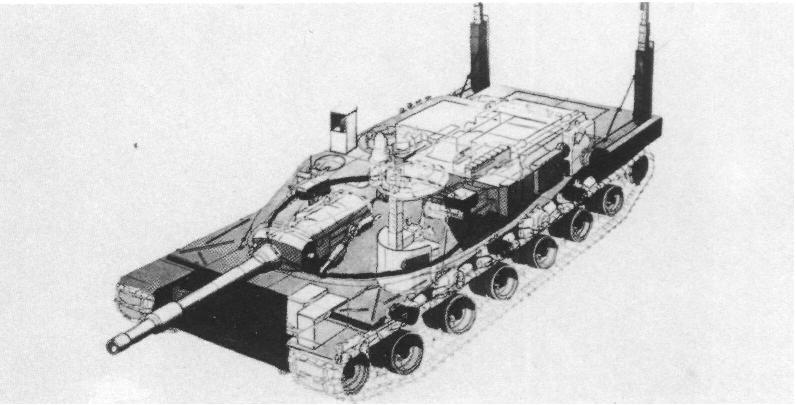
Схема розташування агрегатів MBT-70, шнорхелі перебувають у висунутому положенні.

І американські, і німецькі версії використовували автоматичну трансмісію Renk HSWL 354. Трансмісія мала чотири передні, чотири задні швидкості, забезпечувала автоматичне і ручне перемикання передач. Механізм повороту двопотоковий, з гідростатичною передачею потужності від двигуна. Крім цього, в трансмісію був вбудований гідродинамічний механізм гальмування. Танк мав планетарні бортові передачі.
Американський варіант танка мав два складних шнорхеля для подолання водних перешкод помірної глибини. Шнорхель висувався і прибирався в корпус танка дистанційно, моторний відсік танка при подоланні водної перешкоди затоплювало. Для подолання глибших водних перешкод передбачався додатковий комплект устаткування. Німецький варіант танка мав герметизований моторний відсік.
Один паливний бак був розміщений в носовій частині танка, і служив додатковим захистом, два інші паливні баки розташовувалися уздовж бічних стінок моторного відділення.

### Ходова частина
Ходова частина MBT-70 складалася з 12 вкритих гумою опорних котків, двох ведучих котків у задній частині танка, двох напрямних котків у передній частині та шести підтримуючих котків.
Підвіска незалежна, гідропневматичне, поршневого типу. Підвіска дозволяла регулювати кліренс танка, причому регулювання проводилося незалежно для чотирьох груп з трьох котків кожна (група об'єднувала три передніх або три задніх котки з кожного боку танка). Таким чином крім дорожнього просвіту міг змінюватися поздовжній або поперечний нахил корпусу.
На американських версіях була встановлена американська підвіска виробництва фірми National Water Lift. Управління підвіскою здійснювалося з пульта, встановленого на місці навідника. Пульт управління містив чотири важелі управління, кожен з яких ставив дорожній просвіт для однієї з груп котків. Важелями можна було оперувати як разом, так і окремо.
Німецькі версії були оснащені німецької підвіскою фірми Frieseke und Hoepfner, вона відрізнялася від американської конструкцією балансирів, а також можливістю автоматичного управління. Управління підвіскою могло здійснюватися як поворотними регуляторами з пульта на робочому місці водія, так і тумблерами підйому і опускання на робочому місці навідника.
Регулювання натягу гусениць проводилася переміщенням опорного колеса, причому це регулювання можна було здійснювати як вручну, так і автоматично. При зміні дорожнього просвіту перенатяжіння гусениць робилося автоматично.

### Розміщення екіпажу і органи керування
Весь екіпаж MBT-70 розташовувався в бойовому відділенні танка, обмеженому корзиною башти.
Водій танка розташовувався в спеціальній капсулі, розміщеної з лівого боку башти. Капсула кріпилася на обертовому підвісі до люка водія, складалася з люка, який обертався з приладами для спостереження, вертикальної балки з укріпленими на ній органами керування, а також полика з встановленим на ньому сидінням водія. Балка мала пристосування для регулювання висоти, що дозволяло в разі необхідності вести танк «по похідному».
Водій здійснював керування за допомогою основного пульта, що мав вигляд штурвала з двома встановленими під кутом обертовими руків'ями по типу мотоциклетних, обертання яких навколо поздовжньої осі відповідало за управління акселератором, а відхилення управляло гальмуванням. На американській версії MBT-70 рукоятки були орієнтовані вниз, на німецькій — вгору. Крім пульта управління, на балці водійської капсули розташовувалися пульт ТПП, основний блок контрольних приладів, а також телевізійний монітор камери переднього огляду (на американському варіанті), встановленої на ВЛД. Камера служила для спостереження в межах мертвої зони в передній частині танка. Додаткове обладнання робочого місця водія розміщувалося на лівій стінці башти, в нього входили резервні органи керування танком (на випадок відмови основного пульта або заклинювання капсули в непридатному для керування положенні), додатковий блок контрольних приладів, блок управління трансмісією, органи управління прожектором.
Для спостереження за обстановкою водій використовував три перископи, вбудованих у люк. У разі виходу з ладу основного перископа, капсула могла бути зорієнтована таким чином, що спостереження за ходом руху можна було здійснювати в один з двох бічних перископів. У звичайній ситуації капсула була завжди орієнтована уздовж поздовжньої осі танка, незалежно від положення башти, але в разі потреби могла бути розвернута на 180 градусів щодо звичайного положення, для здійснення руху заднім ходом. У похідному положенні башта розгорталася проти ходу танка, а капсула розгорталася по ходу, причому і башта і капсула мали фіксацію в такому положенні.

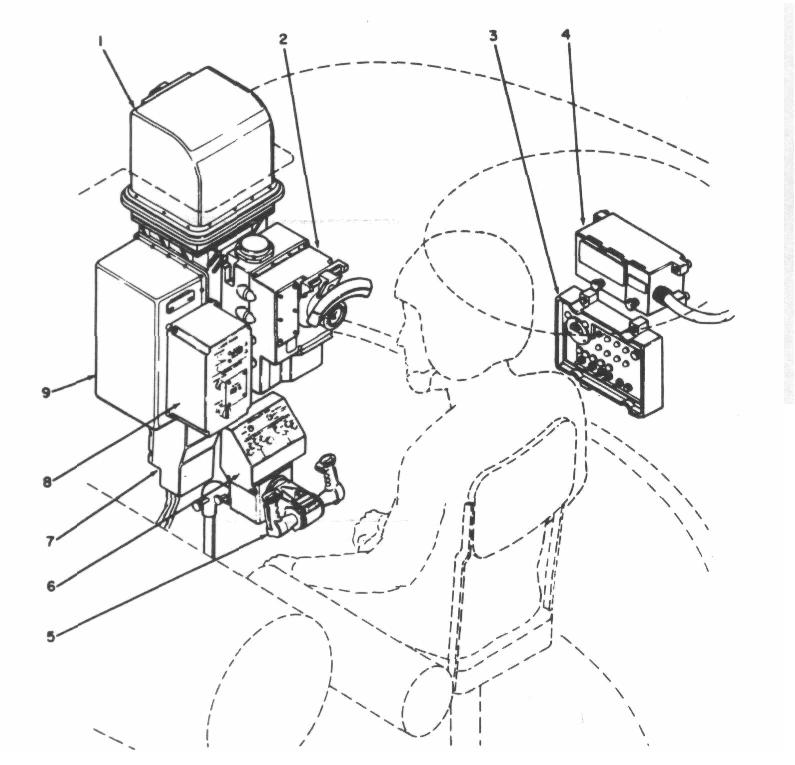
Робоче місце навідника MBT-70.

З правого боку башти розташовувалося робоче місце навідника гармати. Сидіння навідника кріпилося на правій стінці башти на регульованому підвісі. Перед навідником розташовувався гарматний приціл, який мав нічний канал з підсвічуванням від інфрачервоного прожектора. Поле зору прицілу навідника було стабілізовано в двох площинах. Поруч із прицілом був блок керування лазерним далекоміром. Під прицілом — пульт керування озброєнням, що складається зі штурвала з двома ручками, які служать для вертикального наведення гармати і розвороту башти, а також контрольної панелі вибору типу боєприпасу і перемикання режимів стрільби. На правій стінці башти над сидінням навідника був змонтований пульт контрольної перевірки ракет «Шілейла», а також допоміжний пульт управління розворотом башти. Навідник мав монітор телевізійного нічного прицілу командира танка.

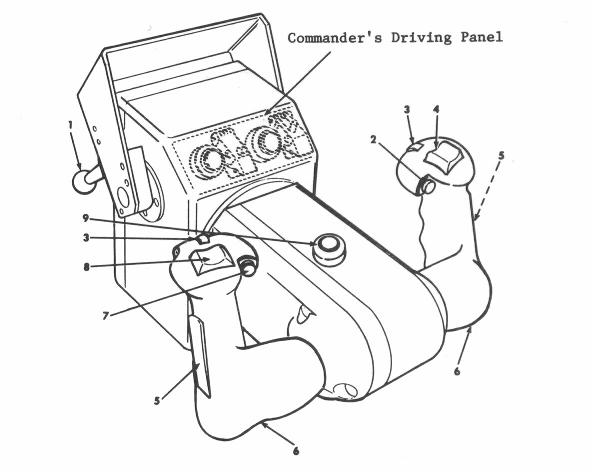
Пульт керування командира танка.

За місцем навідника в правій задній частині башти розташовувався командир танка. Сидіння командира було змонтовано на гідравлічному регульованому підвісі, закріпленому на задній частині погона башти, підвіс сидіння був обладнаний поликом. У купол люка командира були вбудовані шість призматичних приладів спостереження, що давали круговий огляд. Перед люком командира на даху башти були змонтовані панорамний стереоскопічний приціл і нічний оптичний і телевізійний приціл, монітор якого знаходився близько окуляра панорамного прицілу. Перед командиром розташовувався пульт керування у вигляді штурвала, який міг бути використаний як для наведення гармати і розвороту башти, так і для керування танком, перемикання функцій штурвала здійснювалося кнопками на його корпусі. З лівого боку від місця командира були розташовані основна приладова панель командира, панель радіостанції і ТПП, органи управління пошуковим прожектором і навігаційна панель. Поле зору панорамного і нічного прицілу командира танка було стабілізовано в двох площинах.
На німецькому варіанті танка командир також мав допоміжний пульт дистанційного керування підвіскою.

### Система керування вогнем та приладове обладнання

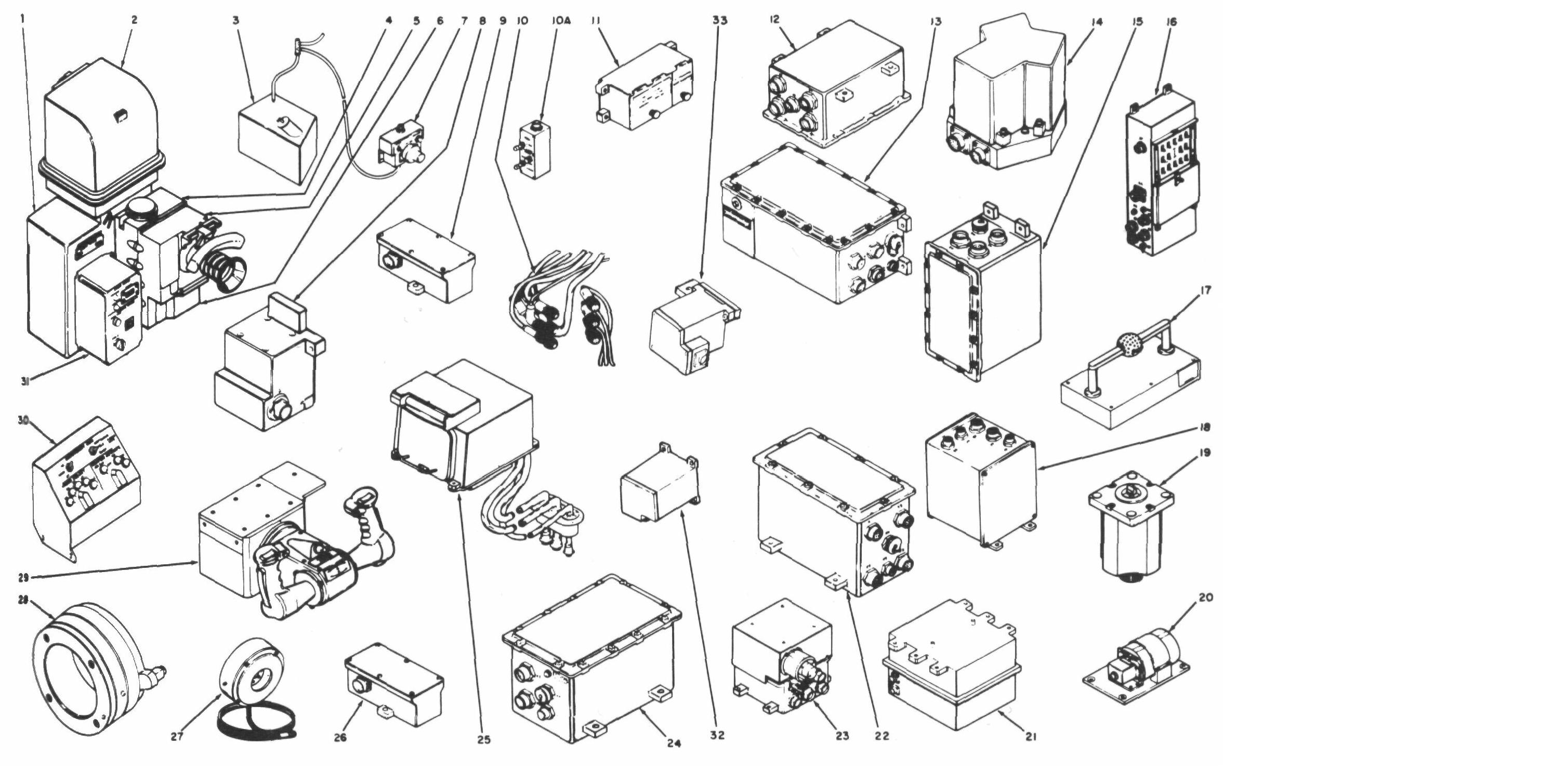
Компоненти системи керування вогнем MBT-70.

Система керування вогнем MBT-70 складалося з:
- Стабілізованого у двох площинах перископічного прицілу навідника гармати змінної кратності, що мав інфрачервоний нічний канал з підсвічуванням від інфрачервоного прожектора
- Стабілізованого у двох площинах панорамного стереоскопічного прицілу командира танка
- Стабілізованого у двох площинах нічного панорамного прицілу командира танка, який мав оптичний інфрачервоний канал з підсвіткою від інфрачервоного прожектора та телевізійний пасивний канал
- Системи стабілізації у двох площинах основної гармати
- Системи стабілізації у двох площинах допоміжної гармати
- Цифрового балістичного обчислювача
- Лазерного далекоміра, з'єднаного з прицілом навідника
- Пульта керування озброєнням навідника
- Пульта керування озброєнням командира
- Гірокомпасу
- Датчика температури зовнішнього повітря, сили та напрямку вітру
- Датчика температури пороху
- Датчика вигину ствола головної гармати
- Прожектора інфрачервоної підсвіти.

Крім того, до складу системи керування вогнем входила система ККРО «Шілейла».
Приціл навідника, прожектори, інфрачервоний передавач ККРО мали броньові шторки з дистанційним управлінням. Нічний приціл командира танка міг висуватися.
Навідник міг перемикатися між веденням вогню з основної гармати, допоміжної гармати або спареного кулемета. Допоміжна гармата, в разі ведення стрільби навідником, наводилося в одну точку з основною, оскільки використовувався той же приціл. Навідник також міг вибрати один з п'яти типів боєприпасів для основної гармати, і один з двох для допоміжної.
Командир міг вести вогонь з основної і допоміжної гармати за допомогою панорамного або нічного прицілу, наведення здійснювалося штурвалом управління. Перемикачі керування зброєю вивели безпосередньо на штурвал. У разі ведення вогню з допоміжної гармати командиром її могли наводити незалежно від основної.
MBT-70 був обладнаний радіостанціями діапазонів коротких і ультракоротких хвиль, ТПП, системою очищення і кондиціонування повітря з можливістю роботи в умовах радіаційного та хімічного зараження місцевості. Танк мав розподілену автоматичну систему пожежогасіння.